# سيرجيو فيلالوبوس
سيرجيو فيلالوبوس (بالإسبانية: Sergio Villalobos)‏ هو كاتب ومؤرخ تشيلي، ولد في 1930 في مدينة أنخول في تشيلي.